# アミューズ
株式会社アミューズ（英: AMUSE INC.）は、日本の芸能事務所。東証プライム市場上場。テレビ番組・映画・舞台作品の製作等へも多面展開している。グループ企業を通じて、DVD・ビデオ・Blu-ray・CD等のソフト販売なども行っている。日本音楽制作者連盟（音制連）正会員。

## 沿革

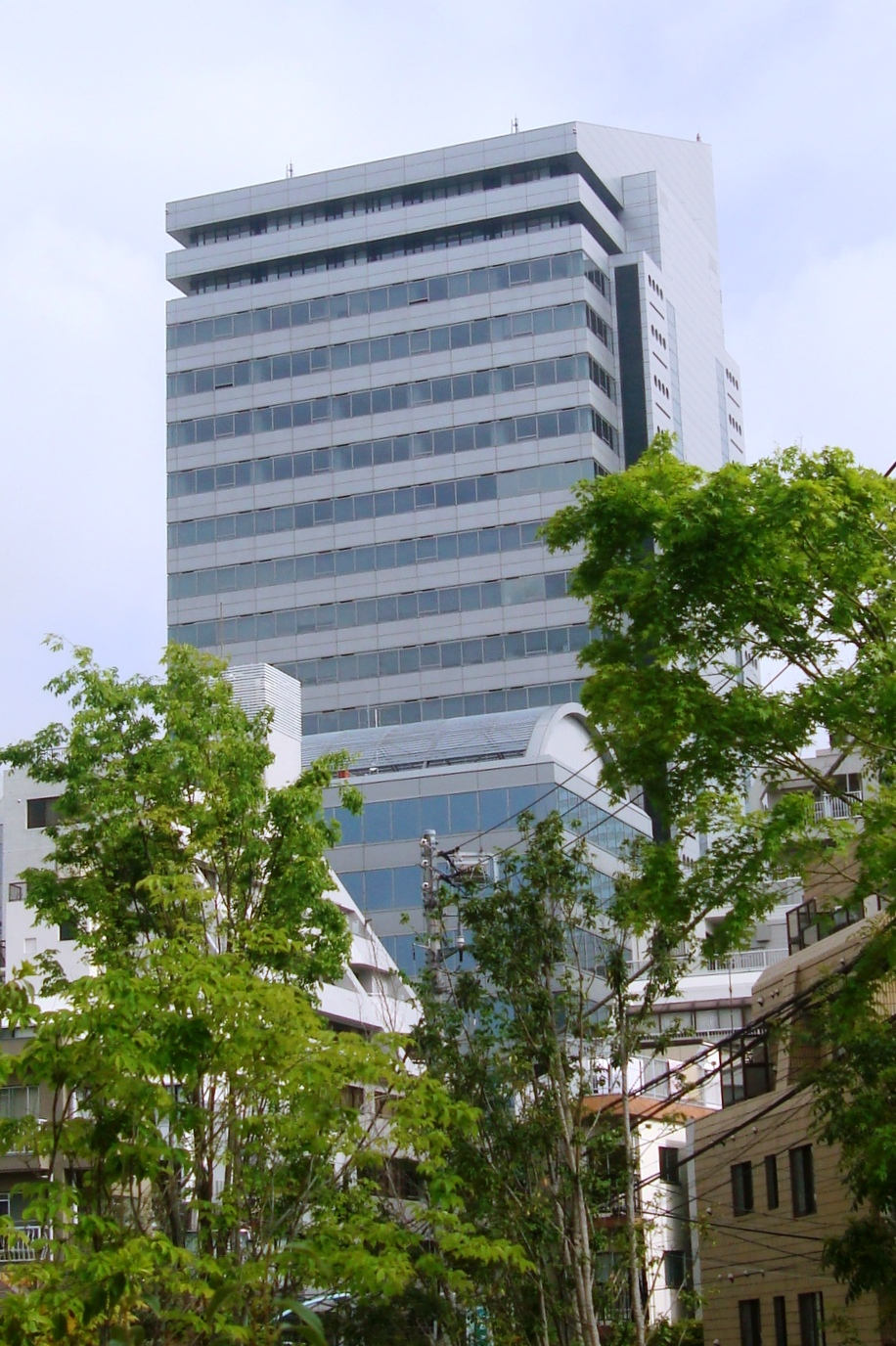
1997年から2021年まで本社が置かれ、2024年まで東京オフィスが入居していた渋谷インフォスタワー

### 昭和時代
- 1977年
  - 7月、渡辺プロダクションでキャンディーズや梓みちよのマネジャーをしていたが、路線の対立などを理由に同社から独立した大里洋吉が、東京都渋谷区代官山町のマンション「カスティヨ代官山」の一室に、新人シンガーソングライターであった原田真二の売り出しが目的で、個人企業「プロデュースハウスアミューズ」として設立。当初は原田とスペクトラムの前身である「ホーン・スペクトラム」のみが所属していた[6][7][8][9]。
  - 原田はバーニングプロダクション社長の周防郁雄と会った時に「自分のための会社を作って欲しい」と言ったことから、周防はバーニングとは別の会社を作ることを決め、面識のあった大里に紹介し、大里と周防で資金を折半して設立している[10]。
  - 「アミューズ」という社名は大里が命名し、英語で「人を楽しませる・喜ばせる」という意味がある「アミューズ（amuse）」と、ギリシャ神話に登場する文芸や音楽などの芸術を司る9人の女神を意味する「ミューズ（muse）」をかけ合わせている[11][12]。
  - 前述の通り、当初、バーニングとは、運営資金の出資を受けたり、周防から原田やサザンオールスターズの紹介を受けるなどの関係があり、周防はアミューズをバーニングのグループ企業と認識していた。そのため、サザンオールスターズの「いとしのエリー」までの版権はバーニングパブリッシャーズが持っていた（それ以降は持っていない）。現在は特に関係はないようで、周防は「株式上場したときにも何の挨拶もなかった」「運営資金は返してもらっていない」と話している[13]。
  - 渡辺プロとは、暖簾分けではなく、出資も受けていないが、当初は大里個人が引き続きキャンディーズのマネジメントも請け負うなど、一定の協力関係にはあった。
- 1978年
  - 大里がキャンディーズの解散コンサートのプロデュースに専念し、原田を他のスタッフに任せている間、アイドルとしての売り出し方を嫌うようになった原田がアミューズを退社[6]。
  - 原田の独立から2週間後、サザンオールスターズが入れ替えに入社し、同年6月にデビュー[6]。上半身裸、ランニングパンツ姿でのテレビ初出演が話題になる。アミューズ初のファンクラブ「サザンオールスターズ応援団」発足し、その後もウェブサイトやモバイルファンクラブ、アイテム販売型ファンサービスなどを行っている[14]。
  - 10月、東京都渋谷区代官山町に「株式会社アミューズ」設立（資本金5百万円）[8]。
- 1980年
  - 三宅裕司のマネジメントを行なうことになり、サザンオールスターズと共に同社の二枚看板となる。
  - 10月、山本久が代表取締役社長に就任し、大里は代表取締役会長になる[6][15]。
- 1981年
  - 3月、劇場用映画製作・配給会社「アミューズ・シネマ・シティ」（1990年10月に「アミューズシネマ」に商号変更）を設立。1作目として、『モーニング・ムーンは粗雑に』を製作[7][16]。
- 1983年
  - 富田靖子がデビュー。富田は、唄やバラエティもこなしたものの、映画女優が活動の中心であり、同社は音楽（サザン）、演劇＆バラエティ（三宅）、映画＆ドラマ（富田）と、それぞれが重複の少ない分野をカバーする三枚看板体制となった。この三人（組）は四十年前後を経た現在も揃って同社に所属し続けている。
- 1988年
  - 本社を渋谷区東三丁目に移転[17]。
- 1987年
  - 3月、「アームコミュニケーションズ」（1996年1月に「藝神出版社」、1997年6月に「アミューズブックス」に商号変更。2003年業務停止）を設立[17]。
  - 4月、東京都世田谷区のレコーディングスタジオ「アミューズスタジオ」が完成する[8]。
  - アミューズ創立10周年を記念し、「アミューズ・10ムービーズオーディション」を行う。オーディションでは、福山雅治、東根作寿英、奥貫薫らを発掘した[14][18]。

### 1989年 - 2000年代
- 1989年
  - 三宅が司会を務めたTBS系バラエティ番組「平成名物TV 三宅裕司のいかすバンド天国」をサポートしたことをきっかけとして、以後、制作プロダクション機能がアミューズに設けられることとなり、番組制作へ進出。テレビ制作室、メディア事業部と制作部門の名称は変遷した。
- 1990年
  - 「アミューズビデオ」（2000年10月に「アミューズピクチャーズ」に商号変更。2003年には、東芝に売却[注釈 1]）を設立。
- 1994年
  - アミューズビデオの関連会社として「アミューズソフト販売」（2004年に「アミューズソフトエンタテインメント」に商号変更、2015年に吸収合併）を設立。2003年に、アミューズピクチャーズを売却後は、映像事業の中核を担う。
- 1995年
  - バンダイと共同出資でアニメ会社「エアーズ」を設立（2015年清算結了）。エアーズ消滅後は「トライネットエンタテインメント」がアニメ関連事業を手掛けた。
  - シネカノンと共同で設立した「アミューズシネカノン」（1995年7月設立、2008年に株式譲渡[19]）が、映画館「シネ・アミューズ」（「ヒューマントラストシネマ文化村通り」に改称後、2009年10月31日閉館）をオープン[7]。
- 1996年
  - 映画事業部を設ける。映像事業に積極的な意欲を見せた。
- 1997年
  - 渋谷区桜丘町の渋谷インフォスタワー（渋谷区桜丘町20-1）に本社を移転[7]。
- 2001年
  - 9月20日、大阪証券取引所ナスダック・ジャパン市場へ株式上場。
- 2004年
  - 3月24日、東京証券取引所市場第二部へ上場[7]。
  - 12月15日、北海道の芸能プロダクション「CREATIVE OFFICE CUE」と業務提携し、演劇ユニットTEAM NACS（森崎博之、安田顕、戸次重幸、大泉洋、音尾琢真）と同社現会長兼タレントである鈴井貴之の同社所属タレントの全国展開マネジメントを開始[20]。
  - ウィルコーポレーションを吸収合併することにより、現在のアミューズWILL事業部を設立。この部門は、主にローティーンからティーンエイジャーのタレントの発掘、教育、マネジメントを行う。ウィルコーポレーション時代からアミューズへの所属になったタレントは、上野樹里や吉高由里子などがいる。
- 2005年
  - 4月1日 - 山本久が代表取締役社長を退任し、松崎澄夫が代表取締役社長となる[21]。
  - 月刊「De-View」とコラボレーションし、男性部門・女性部門のオーディション「第1回アミューズ王子様お姫様オーディション」を開催。応募者約5,000人の中から、男性部門のグランプリには水田航生、準グランプリには戸谷公人、女性部門のグランプリには田中美晴、準グランプリには山本ひかるを選んだ。
  - アーティストのオフィシャルグッズを販売するインターネットショップ「AMBRA」（後の「アスマート」）開設[7]。
- 2006年
  - 7月6日、京都市に本社を置く着信メロディ配信会社「フェイス」と共に、映画制作会社「デスペラード」を東京都内に設立。
  - 8月26日・27日の2日間、サザンオールスターズの桑田佳祐の呼びかけにより、事務所の主要アーティストが多数出演する野外フェスティバル『THE 夢人島 Fes.2006 WOW!! 紅白! エンタのフレンドパーク Hey Hey ステーション …に泊まろう!』を開催。アミューズが主催する野外フェスティバルは初めてのことである。ゲストアーティストとして、加山雄三とDragon Ash、GLAY、Mr.Childrenが外部から参加した。
  - 月刊「De-View」とコラボレーションし、「第2回アミューズお姫様王子様オーディション」を開催。男性部門のグランプリに冨田佳輔、女性部門のグランプリに木下美咲を選んだ。
- 2007年
  - 6月、畠中達郎が代表取締役社長に就任。社長だった松崎は、取締役副会長となる（2008年6月に退任[22]）[23]。
  - 俳優、女優、モデル、タレント希望者を対象とした「アミューズ30周年記念オーディション」を開催。このオーディションのグランプリには、2008年公開映画への出演権、準グランプリにはTOYOTAインターネット広告出演権、au賞には「EZチャンネル」の「TODAY'Sウォッチ」配信のドラマでの主演権が約束されていた。9月17日に行われた最終審査で、グランプリが清水くるみ、準グランプリが松島庄汰、au賞が萬歳恵子に決定。
  - ビクターエンタテインメントとの共同出資により「タイシタレーベルミュージック」を設立。
- 2008年
  - 4月1日、KDDIと共に着うたフル等の携帯電話向けの楽曲配信を主に、音楽CDおよびDVD製作、楽曲管理等の音楽レーベル事業を行うことを目的とするメディアエンターテインメント企業「株式会社A-Sketch」 を設立。
  - 6月、大里洋吉が代表取締役会長を退き、相談役名誉会長に就任。
  - 10月16日、設立30周年を迎えた。
- 2009年
  - 「アミューズ全国オーディション2009 THE PUSH!マン」を開催。今回は、音楽アーティスト部門と俳優部門、モデル・タレント部門の3部門の募集を実施。6月21日の「株主総会」で最終審査を行い、グランプリには野村周平、株主賞には間一訓、バラエティ部門賞には福田彩乃、俳優ルックス部門賞には坂ノ上茜、Right on賞には吉沢亮を選んだ。
  - 100%子会社のアミューズエデュテインメントを台東区浅草に設立し、大里洋吉が代表取締役社長に就任。楽しみながら学べるエデュテインメント（エデュケイション＋エンタテインメント）コンテンツの開発を始める。
  - 11月、「浅草で日本の伝統的文化を紹介したい」という大里の意向で[24]、東京都台東区浅草に日本文化を扱う美術館「アミューズミュージアム」をオープン（2019年3月31日をもって閉館）。

### 2010年代
- 2010年
  - NHK大河ドラマ「龍馬伝」の主演に福山雅治が起用された。
- 2011年
  - NHK大河ドラマ「江〜姫たちの戦国〜」の主演に上野樹里が起用され、NHK大河ドラマの主演を所属俳優が2年連続で務めることとなった。
  - 3月16日、東北地方太平洋沖地震被災地へ義援金とマスク240万枚を寄贈する方針を発表。同日には、ファンからの義援金を受け付ける口座「アミューズ募金」を開設[25]。
  - 4月20日、被災者支援と被災地復興へ向け、桑田佳祐を中心にアミューズ所属アーティストが集まり、「チーム・アミューズ!!」を結成。スペシャルソング「Let's try again」をチャリティリリースした。
  - 6月26日、大里洋吉が代表取締役会長に復帰[26]。
- 2013年
  - 4月、「欧米から舞台を持ってくるより、安く早く（俳優の）層も厚い」という大里の意向で、六本木にて韓流のミュージカルやコンサートをするための専用劇場「アミューズミュージカルシアター」をオープン[27]。（翌2014年3月に同劇場は閉館され、同年4月に「六本木ブルーシアター」となる。）
  - 7月13日・14日、静岡県のつま恋で、ポルノグラフィティを中心に、アミューズ35周年を祝う野外ライブイベント「Amuse 35th Anniversary BBQ in つま恋～僕らのビートを喰らえコラ！～」を開催[28]。
- 2014年
  - NHK連続テレビ小説「花子とアン」の主演に吉高由里子が起用された。
  - 「アミューズ新人発掘イベント「オーディションフェス2014」」を開催。グランプリおよびポイント賞には清原果耶、バラエティー・タレント・キャスター部門賞には大松絵美、俳優・モデル部門賞には金子大地、歌うま・声優部門賞には小泉萌香、WOWOWドラマ賞には堀田真由、WOWOWキャスター賞には三浦優奈を選んだ。また、受賞はならなかったが、ファイナリストである結城りおなの所属が決定。
- 2015年
  - 5月、子会社のアミューズクエストが東京タワーフットタウン内に「東京ワンピースタワー」をオープン[8]（2020年7月末で閉館[29]）。
  - 9月、インドネシアのジャカルタに駐在員事務所を設立[30]。
- 2016年
  - 1月5日、プロレス団体の新日本プロレスとの業務提携を発表[31]。
  - 2月、ランティスとの合弁会社「アミューズランティス・ヨーロッパ」をフランスに設立[32]。
- 2017年
  - 3月3日、キリンホールディングスより、同社保有の横浜アリーナ（神奈川県横浜市）の運営会社の株式を同年3月下旬を目処に4.2％取得し、横浜アリーナの運営に資本参加することを発表[33]。
  - 3月29日、有明アリーナの運営権者候補者に、電通などと共に参画するコンソーシアムグループに決定。2021年6月から2046年3月末まで運営に当たる[34][35]。
  - 7月 - 8月、「アミューズ 全県全員面接オーディション2017 〜九州・沖縄編〜」を開催[36]。茅島みずきがグランプリに輝いた[37]。
- 2018年
  - 4月、「アミューズ 全県全員面接オーディション2018 ～四国編～」を開催[38]。宮下咲がグランプリに輝いた[39]。
  - 9月、「アミューズ 全県全員面接オーディション2018 ～北信越編～」を開催[40]。
  - 10月16日、設立40周年を迎える。ロゴを刷新し、ブランドビジョン「Amuse Your Moment〜世界を彩る明日を創れ〜」を策定[41]。
  - 12月27日、「GLOBAL EDUCATIONAL PARTNERS」との資本業務提携を締結[42]。
- 2019年
  - 2月1日、新装改築した渋谷公会堂（現：LINE CUBE SHIBUYA）の指定管理者事業を受注。LINE株式会社、旧渋谷公会堂時代の指定管理者であるパシフィックアートセンターとの共同事業体「渋谷公会堂プロジェクトチーム」の筆頭企業となる[43]。
  - 2月13日、代表取締役社長執行役員の畠中達郎が病気療養のため、取締役副会長執行役員柴洋二郎が社長業務を代行[44]。
  - 3月1日、アミューズエデュテインメントを吸収合併。
  - 4月1日、柴洋二郎が代表取締役社長執行役員に、畠中達郎が代表権のない取締役に就任[45]。
  - 6月23日、代表取締役社長執行役員に中西正樹、取締役副会長執行役員に柴洋二郎、取締役副会長執行役員に畠中達郎が就任[46]。
  - 7月25日、中国のスポーツビジネス企業「Playmaker Kids Limited」と資本業務提携を締結。中国でスポーツエデュテインメント施設の運営を開始。
  - 11月13日、団野村が代表を務める、アスリートのエージェント会社「Ortus Vaux Holdings」（現：アミューズスポーツ）を買収。日本法人「KDNスポーツジャパン」も含まれ、同時にグループ入りする。

### 2020年代
- 2020年
  - 4月1日、子会社のライブ・ビューイング・ジャパン内に、マネージメントオフィスApollo Bayを設立。これに伴い、アミューズ内で「ボイたまプロジェクト」として活動していた声優全員と、俳優の株元英彰がApollo Bayに移籍。
  - 12月14日、翌年7月より放送の、テレビアニメ「ラブライブ!スーパースター!!」（第1期）の主演かつLiella!のメンバーを選抜する一般公募オーディションの合格者、伊達さゆり、青山なぎさの2名が新たにApollo Bayの所属となった。
- 2021年
  - この年放送の、NHK大河ドラマ「青天を衝け」の主演に吉沢亮が起用された。また、NHK連続テレビ小説の同年度前期の「おかえりモネ」の主演に清原果耶、同年度後期の「カムカムエヴリバディ」の主演に深津絵里（トリプル主演）が起用され、同年度の連続テレビ小説の前期・後期とも所属俳優が務めることとなる。また、NHKの看板ドラマ枠である大河ドラマと連続テレビ小説の主演を、同年は、2作とも所属俳優が務めることとなる。
  - 4月1日、同年7月から山梨県・富士山麓の富士河口湖町にアミューズ ヴィレッジを創立し、本社を移転することが発表された[47]。東京の旧本社（渋谷インフォスタワー）は移転後も東京オフィスとして活用する予定で、新本社と2か所を拠点に事業を展開する[48][49]。要因としては、新型コロナウイルスによって売り上げが大きく減少し、リモートワークがメインとなったこともあって、賃料が重い負担となっていたためとも報じられている[50][51]。
    - また、同日付けで、佐藤健と神木隆之介が、アミューズが出資し、アミューズ取締役であった千葉伸大が代表を務める、新会社「Co-LaVo（コラボ）」に、ONE OK ROCKが、アミューズのチーフマネジャーが代表を務める、「株式会社10969」に独立移籍した[52][53]。

  - 4月22日、JUNON編集部とのコラボオーディション、JUNON×AMUSEアイドルオーディション「あなたの推しを教えて下さい　＃推しエール」の応募を開始し、8月13日にファイナリストが発表。8月18日に決勝大会が開催され、グランプリ及びSTATION IDOL LATCH!賞に磯野泉、準グランプリに澤田海瑠、STATION IDOL LATCH!賞に岩崎友泰と林優大、特別賞に浅尾澪音、JUNON賞に永野孔規が選ばれた[54]。
- 2022年
  - 5月12日、この年7月より放送の、テレビアニメ「ラブライブ!スーパースター!!」（第2期）の主演かつLiella!の追加メンバーとして、一般公募オーディションから鈴原希実が起用され、新たにApollo Bay（子会社ライブ・ビューイング・ジャパン内のマネージメントオフィス）に所属となった。
- 2023年
  - 10月1日
    - TV番組の制作会社「極東電視台」の株式を66%取得し連結子会社化・グループ入りした[55][56]。
    - アミューズとタイシタレーベルミュージックが運営、JVCケンウッド・ビクターエンタテインメントが出資・協力に携わり、社長の中西正樹が代表取締役社長を務めるコミュニティFM局「茅ヶ崎エフエム」（神奈川県茅ヶ崎市）が開局[57][58][59][60]。
- 2024年
  - 5月6日 - 2023年10月に募集を開始した大規模オーディション『NO MORE FILTER』の決勝大会が開催され、グランプリに倉須洸、準グランプリに西浦心乃助、審査員特別賞に鈴木太士が選出された。
  - 10月1日 - 組織改編を行い、タレントマネージメント部門に社内カンパニーを導入した他、子会社への事業分割を行った。また、東京オフィスを渋谷インフォスタワーから骨董通りの旧ニッカウヰスキー本社（東京都港区南青山5-4-31）[61]に移転した[62][63]。
- 2025年
  - 6月29日、代表取締役会長の大里洋吉が兼務の社長に復帰した。中西正樹社長はアミューズの取締役を外れて連結子会社社長を継続する[64]。

## 特徴・社風
- ミュージシャン、俳優、女優、アイドル、声優、文化人、タレント、スポーツ選手などの幅広いジャンルの所属者のマネジメントを行っている。所属者を全てアーティストと呼び、音楽アーティストを指す場合はミュージシャンと呼称される[65]。
- サザンオールスターズ、福山雅治、ポルノグラフィティ、BEGIN、FLOW、Perfume、BABYMETAL、星野源などミュージシャンや、三宅裕司、岸谷五朗、寺脇康文、大泉洋、安田顕、仲里依紗、吉高由里子、ホラン千秋、吉沢亮ら俳優・女優など、多くの有名な芸能人が所属する[66]。アパートの一室から始まった弱小プロダクションだったが、サザンオールスターズの貢献で現在のような大手芸能事務所に発展した。
- 1980年代辺りまではミュージシャンやアイドル等を主に手掛けていたが、1990年代に入り、俳優・女優部門にも力を注ぐようになった。各民放局の主要時間帯のドラマにおいて、主演クラスの占有率が非常に高くなるまでに成長した。多い時では、同じ作品に所属者が4～5名、出演している。音楽部門でも、『ミュージックステーション』や『紅白歌合戦』のような大型番組に所属者が多く出場しており、近年、各テレビ局とのブッキングが強くなった。平成13年3月期の決算では、主要所属アーティスト3組（サザンオールスターズ、福山雅治、ポルノグラフィティ）による営業収入が総営業収入（連結）の約半分を占めていた。
- KDDIと共に着うたフル等の携帯電話向けの楽曲配信を主に、音楽CDおよびDVD製作、楽曲管理等の音楽レーベル事業を行うことを目的とするメディアエンターテインメント企業「株式会社A-Sketch」 を設立し、自社レーベルでのミュージシャン育成に力を入れている。音楽アーティスト発掘や現地への著作権の提供などを手掛ける法人を中国や韓国に、映像コンテンツの作成会社をアメリカに持つなど、海外にも盛んに展開している。
- 2003年より、毎年6月に行われる国技館での株主総会後には、所属アーティストによる株主向けコンサートを実施している[67][68]。2020年と2021年は新型コロナウイルスの影響により、開催されなかった。
  - これまでの出演者・内容
    - 2003年 - 司会：吉田照美、サンプラザ中野、PaniCrew、BEE-HIVE、入絵加奈子[69]
    - 2004年 - 司会：吉田照美、Buzz、ジョン・健・ヌッツォ、野田稔、小倉久寛、BOYSTYLE、wyolica[69]
    - 2005年 - 司会：吉田照美、Full Of Harmony、Candy、入絵加奈子、麻生かほ里[69]
    - 2006年 - 司会：山本シュウ・奥山佳恵、ポルノグラフィティ、Bahashishi[70]
    - 2007年 - 司会：荘口彰久、福山雅治のライブ[67]
    - 2008年 - 司会：奥山佳恵・田野アサミ、佐伯チズの講演、Perfumeのライブ[71]
    - 2009年 - 司会：サンプラザ中野くん・板谷由夏、「アミューズ全国オーディション2009」最終審査会、三宅裕司＆Light Joke Jazz Orchestraのライブ[71]
    - 2010年 - 原由子のライブ[72]
    - 2011年 - 虎姫一座『復活!昭和歌謡「エノケン、笠置のヒットソングレヴュー」』[73]
    - 2012年 - 白A、福田彩乃[73]
    - 2013年 - BABYMETAL・慢慢説・CROSS GENEのライブ[73]
    - 2014年 - MC：ホラン千秋、藤原さくら・牧野由依・武藤彩未のライブ、八木アリサ・立花恵理・三吉彩花・阿部菜渚美・松井愛莉のファッションショー[74][75]
    - 2015年 - MC：馬場典子、さくら学院・WEAVERのライブ[74]
    - 2016年 - MC：馬場典子、高橋優・Rihwaのライブ[76]
    - 2017年 - MC：荘口彰久、flumpool・阪本奨悟のライブ[77]
    - 2018年 - MC：中村仁美、安田顕（TEAM NACS）のトークショー、サンプラザ中野くんとパッパラー河合のライブ[68]
    - 2019年 - MC：山本舞衣子、エドガー・サリヴァン・FLOWのライブ、ネモによるe-スポーツ紹介[78]
    - 2022年 - MC:竹内由恵、おにぱんず!(野崎結愛, 根岸実花, 野中ここな)、NOA、三阪咲のライブ
- 所属アーティストの影響で株価が下落することもある（例：サザンオールスターズの活動休止、福山雅治の結婚）[79][80]。
- 様々な活躍をする有名タレントが多数所属する大手事務所だがジャンルを超えた所属者同士の親交が深い、アットホームな社風である。
- 1993年から2020年まで、ミュージシャンや俳優、クリエイターなどの多くの業界関係者（主にアミューズ所属アーティストやその関係者）が参加するチャリティーライブ、「Act Against AIDS（略称：AAA）」を定期的に主催していた[81]。
- 2005年からは事務所所属の若手男性俳優によるファンに直接感謝を伝えるイベント、「ハンサムライブ」を開催している。メンバーは入れ替わり制で、「チームハンサム」というユニット名で活動している。年に一度、歌、ダンス、ミュージカルなどを披露しており平岡祐太や三浦春馬、野村周平など、歴代出演者の活躍もあり、年々盛り上がりを見せている[82]。

## 所属タレント・アーティスト
※五十音順。
本項では2020年4月に子会社・ライブ・ビューイング・ジャパンの芸能マネジメント部門として発足したApollo Bay（アポロベイ）の所属タレント・アーティストについても記述する。なお、所属アーティストのうち、サザンオールスターズおよびSEKAI NO OWARIに関してはタイシタレーベルやTOKYO FANTASYも参照のこと。

### あ行
- IVE[注釈 2]
  - ユジン
  - ガウル
  - レイ
  - ウォニョン
  - リズ
  - イソ
- 青柳塁斗
- 青山凌大
- Aqours[注釈 3]
- 麻生かほ里
- 阿部純子
- 有坂心花
- 石田ニコル
- 和泉風花
- 礒部花凜
- 市毛良枝
- 井口綾子
- 猪塚健太
- 今井隆文
- 岩崎友泰
- 入江陵介
- 植木豪
- 上原あまね
- 植原卓也
- 大島美優
- 大谷亮平
- 太田将熙
- 大原洋人
- 奥智哉
- 小倉久寛
- 折坂悠太

### か行
- 甲斐翔真
- 加藤貴子
- 金藤理絵
- 神はサイコロを振らない
- 茅島みずき
- 川床明日香
- 菅野莉央
- 菊池日菜子
- 岸谷五朗
- 木戸啓人
- 清田みくり
- 清原果耶
- 桐生祥秀
- CRAVITY[注釈 2]
  - セリム
  - アレン
  - ジョンモ
  - ウビン
  - ウォンジン
  - ミニ
  - ヒョンジュン
  - テヨン
  - ソンミン
- 黒木康正
- 小泉萌香
- 小関裕太
- 小林香
- 小峯裕之

### さ行
- 坂下雄一郎
- 坂ノ上茜
- 桜田通
- サザンオールスターズ
  - 桑田佳祐
  - 関口和之
  - 松田弘
  - 原由子
  - 野沢秀行
- 佐藤日向
- 佐野杏羽
- サンプラザ中野くん
- The Right Light
- s**t kingz[注釈 4]
- 柴崎竜人
- 清水くるみ
- ショーン旺
- 潤花
- 白水ひより
- SHIN WON HO
- 新谷ゆづみ
- 新日本プロレス
  - 石井智宏
  - 石森太二
  - 海野翔太
  - ”キング・オブ・ダークネス”EVIL
  - エル・デスペラード
  - オカダ・カズチカ
  - 金丸義信
  - KUSHIDA
  - グレート-O-カーン
  - 外道
  - KENTA
  - 小島聡
  - 後藤洋央紀
  - SANADA
  - 邪道
  - SHO
  - タイガーマスク
  - タイチ
  - 鷹木信悟
  - 高橋ヒロム
  - 高橋裕二郎
  - 田口隆祐
  - 棚橋弘至
  - 天山広吉
  - 内藤哲也
  - 永田裕志
  - BUSHI
  - 本間朋晃
  - マスター・ワト
  - 真壁刀義
  - 矢野通
  - YOH
- Skoop On Somebody
  - 武田雅治
- 鈴木仁
- 鈴木美羽
- 須藤理彩
- 荘口彰久
- ソニン

### た・な行
- TAKUYA[注釈 5]
- 竹内由恵
- 竹下佳江
- 田中千絵
- 田野アサミ
- TEAM NACS[注釈 6]
  - 森崎博之
  - 安田顕
  - 戸次重幸
  - 大泉洋
  - 音尾琢真
- 辻村有記
- 恒松祐里
- 鶴岡慧子
- てぃ先生
- 寺脇康文
- Dios
  - たなか
  - Ichika Nito
  - ササノマリイ
- DEAN FUJIOKA
- 富樫勇樹
- 時任勇気
- 徳永智加来
- 戸高美湖
- 富田美憂
- 富田靖子
- 豊崎由里絵
- トリンドル玲奈[83]
- 奈緒美クレール
- 中田青渚
- 中村仁美
- 新原泰佑
- 西浦心乃助
- NOA
- 野崎珠愛
- 野中ここな
- 野村周平

### は行
- 橋本淳
- 畠田瞳
- パッパラー河合
- 馬場典子
- Perfume
  - かしゆか
  - あ〜ちゃん
  - のっち
- HARA
- BEGIN
- 林優大
- 東島京
- 兵頭功海
- 平岡祐太
- 平間壮一
- 深津絵里
- 福崎那由他
- 福山雅治
- 藤井優
- 藤原さくら
- 藤原大祐
- 船戸ゆり絵
- 古屋呂敏
- FLOW
- BABYMETAL
  - SU-METAL
  - MOAMETAL
  - MOMOMETAL
- 星野源[注釈 7]
- 星秀光
- 細田佳央太
- 堀田真由
- ホラン千秋
- ポルノグラフィティ
  - 岡野昭仁
  - 新藤晴一

### ま行
- 前田佳織里
- 牧野由依
- 松井愛莉
- 松岡広大
- 松下優也
- 松島庄汰
- 松瀬太虹
- 愛希れいか
- 水田航生
- 水田伸生
- 水野由結
- 溝口琢矢
- 三宅裕司
- 宮部藍梨
- 三吉彩花
- 村川絵梨
- 本島純政
- 森ハヤシ
- 森雪之丞

### や・ら・わ行
- 八木アリサ
- 八木美樹
- 柳田将洋
- 山﨑光
- 山田杏奈
- 山口絵里香
- 山本舞衣子
- 柚希礼音
- 吉沢亮
- 吉高由里子
- 吉田明世
- Ryohu
- 六車奈々
- 渡邊圭祐
- @onefive
  - SOYO
  - MOMO
  - KANO
  - GUMI

### Apollo Bay
同事務所発足時にアミューズ所属者が一部移籍している。公式サイトのロゴには「Apollo Bay AMUSE GROUP」と表記がある。
- 青山なぎさ
- 荒井瑠里
- 石川翔
- 株元英彰
- 佐久間貴生
- 鈴原希実
- 伊達さゆり
- 月音こな
- 後本萌葉
- 堀内まり菜

### TOKYO FANTASY
ラストラム・ミュージックエンタテインメントとの共同出資により設立した、連結子会社。
- SEKAI NO OWARI
  - Nakajin
  - Fukase
  - Saori
  - DJ LOVE

## かつて所属していたタレント・アーティスト
※五十音順。

### あ行
| アーティスト名                        | 備考 |
| ------------------------------------- | --- |
| アイビー・チェン                      | |
| 青井乃乃                              | |
| 粟生睦未                              | |
| 青木紗知歩                            | |
| 青木裕子                              | TBS入社前に在籍。2022年現在レプロエンタテインメントに所属。                                                            |
| 赤塩正樹                              | |
| 麻生真彩                              | |
| 阿部菜渚美                            | |
| 天宮良                                | |
| 荒木美裕                              | |
| 新山のぞみ                            | |
| ALEX                                  | ONE OK ROCKではギターを担当していた。                                                                                  |
| イ・スンギ                            | |
| 飯田來麗                              | |
| 池田香織                              | |
| 池まり子                              | |
| 石井美保                              | |
| 石賀和輝                              | |
| 石原壮馬                              | |
| 石山蓮華                              | |
| 磯野泉                                | JUNON×AMUSEアイドルオーディション「あなたの推しを教えて下さい ＃推しエール」後、双方の合意が至らず契約に至らなかった。 |
| 磯野莉音                              | 現在、アミューズでスタッフとして勤務。                                                                                 |
| 板谷由夏                              | 2025年6月2日をもって退所。                                                                                             |
| 135                                   | |
| 伊藤綺夏                              | |
| 伊藤直人                              | |
| 伊藤沙耶                              | |
| 伊藤美奈子                            | |
| 稲田千花                              | |
| 伊村製作所                            | |
| 入絵加奈子                            | |
| 伊礼姫奈                              | 2025年2月より鈍牛倶楽部                                                                                                |
| 岩義人                                | |
| 岩崎響                                | |
| 岩田玲                                | |
| 岩本乃蒼                              | 日本テレビ入社前に在籍。                                                                                               |
| IN-HI                                 | 2004年3月にメンバーの脱退、メジャー契約打ち切りを受け退所。                                                            |
| WEAVER - 杉本雄治 - 奥野翔太 - 河邉徹 | 2023年2月26日解散。以降、杉本はアミューズの子会社A-Sketchとのエージェント契約、奥野はフリーランスで活動している。      |
| 上野樹里                              | 2022年3月末をもって退所。                                                                                              |
| 上原香代子                            | BOYSTYLEのメンバー。                                                                                                   |
| 植村友結                              | |
| 内川蓮生                              | |
| 浦上晟周                              | |
| H2O                                   | |
| E・Z・O                               | |
| 衛藤利恵                              | |
| エドガー・サリヴァン                  | 解散。 |
| エレファントカシマシ - 宮本浩次       | 2024年3月末契約満了。                                                                                                  |
| エンジェルス                          | |
| 横道坊主                              | |
| 大賀咲希                              | |
| 大迫傑                                | |
| 大塚安里                              | |
| 大塚ムネト                            | |
| 大坪あきほ                            | |
| AUDIO RULEZ                           | 2005年4月解散。 |
| 大野百花                              | |
| 大前喬一                              | |
| 大村沙亜子                            | |
| 大村まなる                            | |
| 大森隆志                              | 元サザンオールスターズのメンバー。                                                                                     |
| 岡田愛                                | |
| 岡田陽助                              | |
| 岡田義徳                              | |
| 岡田理江                              | |
| 岡林信康                              | |
| 岡本郭男                              | |
| 小川糸                                | |
| 奥慶一                                | |
| 奥貫薫                                | |
| 奥山佳恵                              | 2025年3月末をもって退所。                                                                                              |
| 尾関高文                              | |
| 於保佐代子                            | |

### か行
| アーティスト名                             | 備考                                                           |
| ------------------------------------------ | -------------------------------------------------------------- |
| 科学究明機構ロヂカ?                        |                                                                |
| 加賀美セイラ                               |                                                                |
| 柿沢安耶                                   |                                                                |
| 賀来賢人                                   | 2022年9月1日独立                                               |
| 角元明日香                                 | 在籍時はApollo Bay所属、ボイスキットに移籍                     |
| 河西結心                                   | 現在ハロープロジェクト所属                                     |
| 笠原康哉                                   |                                                                |
| 風間由次郎                                 | 現在VOICE OF JAPAN所属                                         |
| 春日由輝                                   |                                                                |
| CASCADE - TAMA - MASASHI - HIROSHI - MAKKO |                                                                |
| 片山怜雄                                   |                                                                |
| 加藤晴彦                                   | 現在プラチナムプロダクション所属                               |
| 加藤潤一                                   |                                                                |
| 門田こむぎ                                 |                                                                |
| 可名                                       |                                                                |
| 金井美樹                                   |                                                                |
| 金城武                                     | フーロンとの業務提携。                                         |
| 金子大地                                   | 2024年4月末契約満了。                                          |
| 神木隆之介                                 | [ 88 ] [ 52 ]                                                  |
| 叶千佳                                     |                                                                |
| 嘉門達夫                                   |                                                                |
| 可憐Girl's                                 | 中元すず香は現在もアミューズ所属。                             |
| カレン・モク                               |                                                                |
| 河合美佐                                   |                                                                |
| 河内淳一                                   |                                                                |
| 川田由起奈                                 |                                                                |
| 菊池和澄                                   |                                                                |
| 北浦愛                                     |                                                                |
| 喜多郎                                     | アミューズアメリカ（アミューズの米国現地法人）に所属していた。 |
| きづき                                     | 現在ヒラタオフィス所属                                         |
| 木下美咲                                   |                                                                |
| 木村咲愛                                   |                                                                |
| 木村美紀                                   |                                                                |
| 木村遼希                                   |                                                                |
| 紀里谷和明                                 |                                                                |
| Candy                                      |                                                                |
| ギンギラ太陽'S                             |                                                                |
| 金城成美                                   |                                                                |
| 久住健斗                                   |                                                                |
| 九里徳泰                                   |                                                                |
| 久保田洋司                                 |                                                                |
| 熊田茜音                                   | 在籍時はApollo Bay所属、2025年4月よりフリー                    |
| 倉島颯良                                   | 2023年5月よりトヨタオフィス                                    |
| 黒澤美澪奈                                 |                                                                |
| 黒須チヒロ                                 |                                                                |
| CROSS GENE                                 |                                                                |
| 黒田福美                                   |                                                                |
| 劇団プレステージ                           |                                                                |
| K・Chaps!                                  | 6代目いいとも青年隊。                                          |
| 小池惟紀                                   |                                                                |
| 小出恵介                                   | 2020年リズメディアに所属。                                     |
| 向野章太郎                                 |                                                                |
| ghostnote                                  |                                                                |
| 駒形友梨                                   | 在籍時はApollo Bay所属、ボイスキットに移籍                     |
| 小俣彩織                                   |                                                                |
| 小松彩夏                                   |                                                                |
| 小柳友                                     |                                                                |

### さ行
| アーティスト名                                        | 備考                              |
| ----------------------------------------------------- | --------------------------------- |
| 斎藤誠                                                |                                   |
| 佐伯チズ                                              |                                   |
| サエラ                                                |                                   |
| 坂田直貴                                              |                                   |
| 阪本奨悟                                              |                                   |
| 佐倉知里                                              |                                   |
| さくら学院                                            | 2021年8月31日解散                 |
| THE CREATOR OF                                        |                                   |
| 佐々木ゆう子                                          |                                   |
| 佐藤健                                                | [ 88 ] [ 52 ]                     |
| 佐藤愛桜                                              |                                   |
| 佐藤弥生                                              |                                   |
| 佐野愛里紗                                            |                                   |
| SHI-SHONEN                                            |                                   |
| 篠原ゆき子                                            |                                   |
| 柴崎美穂                                              |                                   |
| 島ゆいか                                              |                                   |
| 志村玲那                                              |                                   |
| 下田翔大                                              |                                   |
| SIAM SHADE - 栄喜 - 遠藤一馬 - DAITA - NATCHIN - 淳士 |                                   |
| 少林寺健康クラブ                                      |                                   |
| ジョン・健・ヌッツォ                                  |                                   |
| 秀光                                                  |                                   |
| ジューシィ・フルーツ - 奥野敦子 - 柴矢俊彦 - 沖山優司 |                                   |
| 白井沙樹                                              |                                   |
| 白木夏子                                              |                                   |
| 白鳥沙南                                              |                                   |
| 四禮正明                                              |                                   |
| 白A                                                   |                                   |
| SINJI                                                 |                                   |
| JINDOU - 永田雅規 - 宮下浩司                          |                                   |
| スーパースランプ                                      |                                   |
| 杉﨑寧々                                              |                                   |
| 杉本愛里                                              |                                   |
| 杉本愛莉鈴                                            |                                   |
| 杉山セリナ                                            |                                   |
| 鈴木和也                                              |                                   |
| 鈴井貴之                                              | CREATIVE OFFICE CUEとの業務提携。 |
| Strawberry JAM                                        |                                   |
| スペクトラム                                          |                                   |
| SMASH THE BRAIN                                       |                                   |

### た・な行
| アーティスト名                                                                 | 備考                                                                                        |
| ------------------------------------------------------------------------------ | ------------------------------------------------------------------------------------------- |
| どきどきキャンプ - 佐藤満春                                                    |                                                                                             |
| 園田玲欧奈                                                                     |                                                                                             |
| だいにぐるーぷ - 岩田涼太 - 土井谷誠一 - 飯野太一 - 西尾知之 - 加藤翔 - 須藤祥 | アミューズのYouTubeクリエイター第1号としての所属だったが、2020年4月付で退所し、現在フリー。 |
| 田川隼嗣                                                                       |                                                                                             |
| 高木英一                                                                       |                                                                                             |
| 高槻かなこ                                                                     |                                                                                             |
| 髙頭祐樹                                                                       |                                                                                             |
| 高橋真唯                                                                       |                                                                                             |
| 高橋尚代                                                                       |                                                                                             |
| 高橋優                                                                         | 2020年6月30日に独立                                                                         |
| 高山璃奈                                                                       |                                                                                             |
| 田口乙葉                                                                       | 田口華の妹                                                                                  |
| 田口華                                                                         |                                                                                             |
| 竹田純                                                                         |                                                                                             |
| 竹中三佳                                                                       |                                                                                             |
| 田島絵里香                                                                     |                                                                                             |
| 田尻あやめ                                                                     |                                                                                             |
| 舘そらみ                                                                       |                                                                                             |
| 橘杏里                                                                         |                                                                                             |
| 田中こなつ                                                                     |                                                                                             |
| 田中偉登                                                                       |                                                                                             |
| 田中美空                                                                       |                                                                                             |
| 田中美晴                                                                       |                                                                                             |
| Tama                                                                           | 元ポルノグラフィティのベーシスト。                                                          |
| 田森美咲                                                                       |                                                                                             |
| 多和田えみ                                                                     |                                                                                             |
| 丹直樹                                                                         |                                                                                             |
| 近田春夫                                                                       |                                                                                             |
| 千阪健介                                                                       |                                                                                             |
| チャーミースマイル&グリーンヘッド                                              |                                                                                             |
| Ciào Smiles                                                                    |                                                                                             |
| チャン・ドンゴン                                                               |                                                                                             |
| 千代勝正                                                                       |                                                                                             |
| DearDream                                                                      |                                                                                             |
| ティアラ                                                                       |                                                                                             |
| dicot                                                                          |                                                                                             |
| Twinklestars                                                                   |                                                                                             |
| DEAD END - MORRIE - YOU - MINATO                                               |                                                                                             |
| TOKYO PANDA                                                                    |                                                                                             |
| 徳丸琴乃                                                                       |                                                                                             |
| 戸谷公人                                                                       |                                                                                             |
| 鳥羽潤                                                                         |                                                                                             |
| 冨田佳輔                                                                       |                                                                                             |
| 富田健太郎                                                                     |                                                                                             |
| 東根作寿英                                                                     | 2022年8月独立                                                                               |
| 豊原功補                                                                       |                                                                                             |
| ドラハッパー                                                                   |                                                                                             |
| THE 東南西北                                                                   |                                                                                             |
| 長尾卓也                                                                       |                                                                                             |
| 永岡真実                                                                       |                                                                                             |
| 中川可菜                                                                       |                                                                                             |
| 中沢堅司                                                                       |                                                                                             |
| 中島由貴                                                                       |                                                                                             |
| 中村絢香                                                                       |                                                                                             |
| 中村謙心                                                                       |                                                                                             |
| 中村咲哉                                                                       |                                                                                             |
| 中村哲                                                                         |                                                                                             |
| 中村里帆                                                                       |                                                                                             |
| 中村竜                                                                         |                                                                                             |
| 中山京                                                                         |                                                                                             |
| 仲里依紗                                                                       |                                                                                             |
| 夏目鈴                                                                         |                                                                                             |
| 西出博子                                                                       |                                                                                             |
| 西端弥生                                                                       |                                                                                             |
| 新田一郎                                                                       |                                                                                             |
| 根岸実花                                                                       |                                                                                             |
| ネモ                                                                           |                                                                                             |
| 野崎結愛                                                                       | 野崎珠愛の姉                                                                                |
| 野田稔                                                                         |                                                                                             |
| 野津友那乃                                                                     |                                                                                             |

### は行
| アーティスト名                                       | 備考                                                                       |
| ---------------------------------------------------- | -------------------------------------------------------------------------- |
| BINECKS                                              |                                                                            |
| HaKU                                                 |                                                                            |
| 爆風スランプ - バーベQ和佐田 - ファンキー末吉        | 解散後も、サンプラザ中野くんとパッパラー河合はアミューズ所属。             |
| はじめロベルト                                       |                                                                            |
| PaniCrew                                             | ただし、植木豪のソロ活動に関してはアミューズがマネージメント中。           |
| bahashishi - 池窪浩一                                |                                                                            |
| 林剛史                                               |                                                                            |
| 原田真二                                             |                                                                            |
| 原田新平                                             |                                                                            |
| 萬歳光恵                                             |                                                                            |
| P.I.MONSTER - ハセガワタカオ - 浜田ピエール裕介      |                                                                            |
| ヒカシュー - 巻上公一 - 井上誠                       |                                                                            |
| Buzy                                                 |                                                                            |
| B.B.WAVES                                            |                                                                            |
| 比嘉バービィ                                         |                                                                            |
| 日髙麻鈴                                             |                                                                            |
| 日比美思                                             | Dream5加入前に所属。                                                       |
| BEYOND - ウォン・カークイ                            | ウォン・カークイは、在籍中に日本のテレビ番組のロケ中の転落事故で死亡した。 |
| 平田薫                                               | ソニー・ミュージックアーティスツへ移籍                                     |
| 平埜生成                                             |                                                                            |
| 広井王子                                             |                                                                            |
| 廣井ゆう                                             |                                                                            |
| 深田あき                                             |                                                                            |
| 福島リラ                                             |                                                                            |
| 福田彩乃                                             |                                                                            |
| 藤井千帆                                             |                                                                            |
| 藤生ゆかり                                           |                                                                            |
| 藤沢奈奈                                             |                                                                            |
| 藤澤遥                                               |                                                                            |
| 藤本林花美愛                                         | 『藤本リリー』に名前変更後、テンカラットに移籍。                           |
| 布施柚乃                                             |                                                                            |
| THE PRIVATES                                         |                                                                            |
| FLATBACKER                                           |                                                                            |
| Plum Planets                                         |                                                                            |
| ブランニューモンキーズ - 井手功二                    |                                                                            |
| flumpool - 山村隆太 - 阪井一生 - 尼川元気 - 小倉誠司 | 2021年6月30日独立。独立後、子会社・A-Sketchと業務提携を締結。              |
| フリーウェイハイハイ                                 |                                                                            |
| Vlidge                                               |                                                                            |
| Full Of Harmony                                      |                                                                            |
| HEADS                                                |                                                                            |
| Hemenway                                             |                                                                            |
| BOYSTYLE                                             | 村川絵梨、田野アサミは現在もアミューズ所属。                               |
| 星麻琴                                               |                                                                            |
| WHITE ASH                                            |                                                                            |
| 本田光史郎                                           |                                                                            |
| 本田直之                                             |                                                                            |

### ま行
| アーティスト名   | 備考                          |
| ---------------- | ----------------------------- |
| MARS EURYTHMICS  |                               |
| Maana            |                               |
| MIHIRO〜マイロ〜 |                               |
| 正木郁           |                               |
| MAGIC PARTY      |                               |
| 松崎奈波         |                               |
| 松下由樹         |                               |
| 松田一輝         |                               |
| 松田沙紀         |                               |
| 松永一哉         |                               |
| 松本嘉菜         |                               |
| 三浦春馬         | 2020年7月18日死去。           |
| 三浦優奈         |                               |
| MIKIKO           |                               |
| 三阪咲           |                               |
| 水沢エレナ       | オスカープロモーションに移籍  |
| 水島かおり       |                               |
| 南清貴           |                               |
| ミニパティ       | さくら学院の部活動ユニット    |
| 三船海斗         |                               |
| 三村和敬         |                               |
| 宮崎ますみ       |                               |
| 宮下かな子       | 2023年3月31日を以て芸能界引退 |
| 宮田くるみ       |                               |
| 宮原響           |                               |
| 武藤彩未         |                               |
| 村上コウキ       |                               |
| 村田充           |                               |
| 村松崇継         |                               |
| 室井響           |                               |
| mayday           |                               |
| メカイノウエ     |                               |
| 本仮屋リイナ     |                               |
| モノブライト     | 旧名義はmonobright            |
| 森川次朗         |                               |
| 森口彩乃         |                               |
| 森下ひさえ       |                               |
| 森本亮治         |                               |

### や・ら・わ行
| アーティスト名                                                                           | 備考                                                   |
| ---------------------------------------------------------------------------------------- | ------------------------------------------------------ |
| 八木優希                                                                                 |                                                        |
| 栁澤貴彦                                                                                 |                                                        |
| 山出愛子                                                                                 | 2021年3月退所                                          |
| 山口祐輝                                                                                 |                                                        |
| 山下銀次                                                                                 |                                                        |
| 山田幸伸                                                                                 |                                                        |
| 山本シュウ                                                                               |                                                        |
| 山本ひかる                                                                               |                                                        |
| 山本未來                                                                                 |                                                        |
| 山本美絵                                                                                 |                                                        |
| 山本由樹                                                                                 |                                                        |
| 結城洋平                                                                                 |                                                        |
| 結城りおな                                                                               |                                                        |
| YOU                                                                                      |                                                        |
| 結城洋平                                                                                 |                                                        |
| 雪ん子                                                                                   |                                                        |
| ユリサ                                                                                   |                                                        |
| 吉川みあ                                                                                 |                                                        |
| 吉武千颯                                                                                 |                                                        |
| 吉田桂子                                                                                 |                                                        |
| 吉田照美                                                                                 |                                                        |
| 吉村卓也                                                                                 |                                                        |
| LOVE LOVE LOVE                                                                           |                                                        |
| 林憶蓮                                                                                   |                                                        |
| 蘭香レア                                                                                 |                                                        |
| 李亦捷                                                                                   |                                                        |
| 李涛                                                                                     |                                                        |
| Rihwa                                                                                    |                                                        |
| Lady oh!                                                                                 |                                                        |
| Local Bus                                                                                |                                                        |
| ロワ梨里愛                                                                               |                                                        |
| wyolica - Azumi                                                                          |                                                        |
| 脇菜々香                                                                                 |                                                        |
| 分山貴美子                                                                               |                                                        |
| WAGE - 岩崎宇内 - 野中淳 - 小島義雄 - 槙尾祐介                                           | 森ハヤシは現在もアミューズ所属。                       |
| 渡辺茂樹                                                                                 |                                                        |
| 渡部秀                                                                                   |                                                        |
| 渡辺直樹                                                                                 |                                                        |
| 和田美羽                                                                                 |                                                        |
| ONE OK ROCK - Taka（森内貴寛） - Toru（山下亨） - Ryota（小浜良太） - Tomoya（神吉智也） | 2021年3月31日を以て退所。2021年4月に個人事務所を設立。 |

## 現在の制作・制作協力番組

### テレビ番組

#### NHK
- 世界ふれあい街歩き（2005年3月29日 - ） - 制作協力（週替り）
- 映像の世紀バタフライエフェクト（不定期）

#### TBS系列
- 情熱大陸（1998年4月5日 - 、MBS） - 制作協力（週替り）

## 過去の制作・制作協力作品

### テレビ番組

#### NHK
- 七つの会議（2013年7月13日 - 8月3日、NHK総合、テレビドラマ） - 制作
- すぐ死ぬんだから（2020年8月21日 - 9月18日、NHK総合、テレビドラマ） - 制作・著作

#### 日本テレビ系列
- メリー・クリスマス・ショー（1986年12月24日・1987年12月24日、日本テレビ） - 制作
- 春・元気ですか!? 靖子 in 四国（1988年4月放送、西日本放送、特別番組） - 製作協力
- ストリートファイターII V（1995年4月10日 - 11月27日、読売テレビ、テレビアニメ） - 制作協力
- 心療内科医・涼子（1997年10月13日 - 12月15日、読売テレビ、テレビドラマ） - 制作協力
- 三宅裕司のワークパラダイス（1999年10月5日 - 2000年3月28日、山口放送） - 制作協力
- 三宅裕司のドシロウト（2000年4月5日 - 2006年3月30日、山口放送） - 制作協力
- 地球ゴージャスな夜（2006年4月 - 5月、日本テレビ） - 企画協力
- the波乗りレストラン（2008年11月1日 - 11月9日、日本テレビ、テレビドラマ） - 企画（アミューズ）・製作著作（アミューズソフトエンタテインメント）
- Perfumeのシャンデリアハウス（2009年4月11日 - 6月27日、日本テレビ） - 製作著作（アミューズソフトエンタテインメント）
- MW-ムウ- 第0章 〜悪魔のゲーム〜（2009年6月30日、日本テレビ、テレビドラマ） - 製作著作
- Sing for Smile 昭和歌謡ショー「あの日あの歌」（2011年10月15日 - 2013年、BS日テレ）

#### テレビ朝日系列
- 痛快!婦警候補生やるっきゃないモン!（1987年3月29日 - 9月27日、テレビ朝日、テレビドラマ） - 制作協力
- 驚きももの木20世紀（1993年4月16日 - 1999年10月1日、朝日放送） - 制作協力
- えびす温泉（1994年10月3日 - 1997年3月27日、テレビ朝日） - 制作
- KIRARA（1996年7月6日 - 8月17日、テレビ朝日、テレビドラマ） - 制作
- 金魚のフン（1996年8月24日 - 9月28日、テレビ朝日、ドラマ） - 製作
- いとしの未来ちゃん（1997年4月12日 - 1997年6月28日、テレビ朝日、テレビドラマ） - 製作
- 運命の恋人（1997年12月22日・23日、テレビ朝日、テレビドラマ） - 制作
- なっちゃん家（1998年10月3日 - 12月19日、テレビ朝日、テレビドラマ） - 制作協力
- 世界痛快伝説!!運命のダダダダーン!（2000年10月20日 - 2003年3月21日、朝日放送） - 制作
- 世界痛快伝説!!運命のダダダダーン!Z（2003年4月15日 - 2004年3月9日、朝日放送） - 制作協力
- スカイハイ（2003年1月17日 - 3月21日・2004年1月16日 - 3月19日、テレビ朝日、テレビドラマ） - 製作

#### TBS系列
- PURE ROCK（1987年 - 1989年1月、TBSテレビ）
- 三宅裕司のいかすバンド天国（TBSテレビ）
- 三宅裕司のえびぞり巨匠天国（TBSテレビ）
- 星期六我家的電視・三宅裕司の天下御免ね!（TBSテレビ）
- SUPER WEEKEND LIVE 土曜深夜族（1988年4月10日 - 1989年2月5日、TBSテレビ）
- オレたちのオーレ!（1993年10月14日 - 12月23日、MBS、テレビドラマ） - 制作
- 第三の時効（2002年7月8日・2003年2月24日・2003年5月5日・2004年5月3日、TBSテレビ、テレビドラマ） - 制作
- 占い師 天尽（2007年1月12日 - 3月26日、中部日本放送、テレビドラマ） - 制作（アミューズソフトエンタテインメント）
- サイン（2011年1月19日 - 3月16日、毎日放送、テレビドラマ） - 製作
- Asian Ace（2011年10月2日 - 2012年9月30日、TBSテレビ） - 制作協力
- 深夜食堂（2011年10月14日 - 12月16日・2011年10月14日 - 12月16日・2014年10月20日 - 12月22日・MBS・RKB毎日放送、テレビドラマ） - 製作
- ORANGE〜1.17 命懸けで闘った消防士の魂の物語〜（2015年1月19日、TBSテレビ、テレビドラマ） - 企画協力
- 咲-Saki-（2016年12月5日 - 12月26日、毎日放送、テレビドラマ） - 製作

#### テレビ東京系列
- ジャングルの王者ターちゃん（1993年10月14日 - 1994年9月29日、テレビ東京、テレビアニメ） - 製作
- ビット・ザ・キューピッド（1995年4月20日 - 1996年3月28日、テレビ東京、テレビアニメ） - 製作
- ぼのぼの（1995年4月20日 - 1996年3月28日、テレビ東京、テレビアニメ） - 製作
- エルフを狩るモノたち（1996年10月3日 - 12月19日、テレビ東京、テレビアニメ） - 製作
  - エルフを狩るモノたちII（セカンド）（1997年10月1日 - 12月24日、テレビ東京、テレビアニメ） - 製作
- 恋、した。（1997年4月7日 - 9月29日、テレビ東京、テレビドラマ） - 制作
- 同窓会（1999年4月16日 - 9月24日、テレビ東京） - 製作
- 北の捜査線・小樽港署（2002年1月16日、テレビ東京、テレビドラマ） - 製作
- 女と愛とミステリー「パートタイム探偵」（2002年12月11日、テレビ東京・BSテレビ東京、テレビドラマ）
  - 女と愛とミステリー「パートタイム探偵2」（2004年2月25日、テレビ東京・BSテレビ東京、テレビドラマ）
- シブスタ S.B.S.T（2004年3月29日 - 2005年3月31日、テレビ東京） - 制作協力
- 〜空色グラフィティ〜君に会いたくて（2005年4月2日 - 9月24日、テレビ東京）
- 畑のうた（2009年1月4日 - 9月27日、テレビ東京） - 制作
- キレイの台所（2011年4月3日 - 9月25日、テレビ大阪） - 企画協力
- 親父がくれた秘密〜下荒井5兄弟の帰郷〜（2012年9月12日、テレビ東京、テレビドラマ） - 特別協力
- デッドストック〜未知への挑戦〜（2017年7月22日 - 9月30日、テレビ東京、テレビドラマ） - 企画開発協力

#### フジテレビ系列
- クイズ!スパイ2/7（2004年3月25日 - 2005年3月26日、フジテレビ） - 制作
- 禁じられた遊び（2002年4月11日 - 2003年3月20日、フジテレビ） - 制作
- お厚いのがお好き?（2003年4月10日 - 2004年3月18日、フジテレビ） - 制作
- ニューデザインパラダイス（2004年4月15日 - 2006年9月22日、フジテレビ） - 制作
- アイデアの鍵貸します（2006年10月20日 - 2007年3月23日、フジテレビ） - 制作
- エコラボ〜もったいない博士の異常な愛情（2007年4月13日 - 2007年9月21日、フジテレビ） - 制作
- 灯り物語（ - 2008年3月26日、フジテレビ） - 制作
- ショートピース（2011年3月20日・5月22日、フジテレビ、テレビドラマ）

#### 独立協
- モンキーパーマ（2013年10月 - 12月・2014年4月 - 6月・2015年7月 - 9月、tvk・テレ玉・チバテレ・群テレ・とちテレ・MTV・KBS京都・サンテレビ・OHK・ひかりTV、人形劇） - 制作

#### 衛星放送
- プラージュ 〜訳ありばかりのシェアハウス〜（2017年8月12日 - 9月9日、WOWOW、テレビドラマ） - 制作
- 王様ゲーム The Animation（2017年10月5日 - 12月21日、AT-X） - 製作
- がんばれ!TEAM NACS（2021年3月7日 - 3月14日・2021年6月20日 - 8月15日、WOWOW） - 製作・企画

#### インターネットテレビ
- 僕らの放課後バラエティ『ナイッシュー!』（2005年12月26日 - 2006年5月1日、GYAO!） - 制作
- 性病先生（2006年3月20日、GYAO!）
- シークレット・メッセージ（2015年11月2日 - 11月20日、dTV） - 企画
- ベイビーステップ（2016年7月22日 - 2016年9月23日、Amazonプライム・ビデオ、ドラマ） - 製作
- プロ野球 そこそこ昔ばなし（2019年10月18日 - 2020年1月24日、Amazonプライム・ビデオ、ドラマ） - 制作著作

### ラジオ番組
- 良平のラジオにおいでよ!!（青森放送） - 製作協力

### 映画・劇場アニメ
製作
- モーニング・ムーンは粗雑に（1981年）
- 1981.9.22 私の、スペクトラム（1981年）
- グッドバイ夏のうさぎ（1983年）
- アイコ十六歳（1983年）
- ほんの5g（1988年）
- 満月のくちづけ（1989年）
- ザジ ZAZIE（1989年）
- バトルヒーター（1989年）
- 稲村ジェーン（1990年）
- 喜多郎の十五少女漂流記（1990年）
- 女ざかり（1994年）
- 平成無責任一家 東京デラックス（1995年）
- マークスの山（1995年）
- 南京の基督（1995年）
- バースデイプレゼント（1995年）
- あした（1995年）
- ぼくは勉強ができない（1996年）
- 香港大夜総会 タッチ&マギー（1997年）
- 私たちが好きだったこと（1997年）
- kitchen キッチン（1997年）
- 新サラリーマン専科（1997年）
- 初恋（1998年）
- アンナ・マデリーナ（1998年）
- 玻璃の城（2000年）
- ドッジGO!GO!（2002年）
- Jam Films（2002年）
- 荒神（2003年）
- スカイハイ 劇場版（2003年）
- セブンス アニバーサリー（2003年）
- Movie Box-ing（2003年）
- Jam Films 2（2004年）
- 死に花（2004年）
- 下妻物語（2004年）
- ロード88 出会い路、四国へ（2004年）
- 恋文日和（2004年）
- EGG（2005年）
- female（2005年）
- 涙そうそう（2006年）
- 恋しくて（2007年）
- Little DJ〜小さな恋の物語（2007年）
- 相棒 -劇場版- 絶体絶命! 42.195km 東京ビッグシティマラソン（2008年）
- FROGS on Screen（2008年）
- 容疑者Xの献身（2008年）
- 闇の子供たち（2008年）
- N43°（2009年）
- SR サイタマノラッパー（2009年）
- キラー・ヴァージンロード（2009年）
- のだめカンタービレ 最終楽章 前編（2009年）
- ゴールデンスランバー（2009年）
- 食堂かたつむり（2010年）
- のだめカンタービレ 最終楽章 後編（2010年）
- トロッコ（2010年）
- SR サイタマノラッパー2 女子ラッパー☆傷だらけのライム（2010年）
- ソフトボーイ（2010年）
- 悪人（2010年）
- 君に届け（2010年）
- 探偵はBARにいる（2011年）
- 紙風船（2011年）
- しあわせのパン（2012年）
- らもトリップ（2012年）
- 僕等がいた 前篇（2012年）
- SRサイタマノラッパー ロードサイドの逃亡者（2012年）
- 僕等がいた 後篇（2012年）
- 桐島、部活やめるってよ（2012年）
- るろうに剣心（2012年）
- 人生、いろどり（2012年）
- らくごえいが（2013年）
- 探偵はBARにいる2 ススキノ大交差点（2013年）
- 旅立ちの島唄〜十五の春〜（2013年）
- リアル〜完全なる首長竜の日〜（2013年）
- 真夏の方程式（2013年）
- そして父になる（2013年）
- 陽だまりの彼女（2013年）
- カノジョは嘘を愛しすぎてる（2013年）
- 永遠の0（2013年）
- FOOL COOL ROCK! ONE OK ROCK DOCUMENTARY FILM（2013年）
- 青天の霹靂（2014年）
- るろうに剣心 京都大火編（2014年）
- るろうに剣心 伝説の最期編（2014年）
- ぶどうのなみだ（2014年）
- 想いのこし（2014年）
- 真夜中の五分前（2014年）
- リスナー（2015年）
- 深夜食堂（2015年）
- 進撃の巨人 ATTACK ON TITAN（2015年）
- 過ぐる日のやまねこ（2015年）
- 岸辺の旅（2015年）
- バクマン。（2015年）
- WE ARE Perfume -WORLD TOUR 3rd DOCUMENT（2015年）
- 俳優 亀岡拓次（2016年）
- 太陽（2016年）
- 世界から猫が消えたなら（2016年）
- TOO YOUNG TO DIE! 若くして死ぬ（2016年）
- 森山中教習所（2016年）
- 君の名は。（2016年）
- SCOOP!（2016年）
- 何者（2016年）
- 続・深夜食堂（2016年）
- 咲-Saki-（2017年）
- 3月のライオン 前編・後編（2017年）
- メアリと魔女の花（2017年）
- 亜人（2017年）
- 探偵はBARにいる3（2017年）
- 8年越しの花嫁 奇跡の実話（2017年）
- リバーズ・エッジ（2018年）
- 海を駆ける（2018年）
- 焼肉ドラゴン（2018年）
- パパはわるものチャンピオン（2018年）
- 億男（2018年）
- ギャングース（2018年）
- こんな夜更けにバナナかよ 愛しき実話（2018年）
- SETOUCHI THE MOVIE（2018年）
- そらのレストラン（2019年）
- 母を亡くした時、僕は遺骨を食べたいと思った。（2019年）
- フォルトゥナの瞳（2019年）
- サムライマラソン（2019年）
- まく子（2019年）
- ソローキンの見た桜（2019年）
- 五億円のじんせい（2019年）
- ドラゴンクエスト ユア・ストーリー（2019年）
- アイネクライネナハトムジーク（2019年）
- マチネの終わりに（2019年）
- ひとよ（2019年）
- 屍人荘の殺人（2019年）
- ラストレター（2020年）
- 今日から俺は!!劇場版（2020年）
- 君が世界のはじまり（2020年）
- Reframe THEATER EXPERIENCE with you（2020年）
- きみの瞳が問いかけている（2020年）
- ジオラマボーイ パノラマガール（2020年）
- 新解釈・三國志（2020年）
- 騙し絵の牙（2021年）
- 街の上で（2021年）
- るろうに剣心 最終章 The Final（2021年）
- るろうに剣心 最終章 The Beginning（2021年）
- 子供はわかってあげない（2021年）
- 劇場版 がんばれ!TEAM NACS（2021年）
- 護られなかった者たちへ（2021年）
- ひらいて（2021年）
- 私はいったい、何と闘っているのか（2021年）
- 決戦は日曜日（2022年）
- Pure Japanese（2022年）
- 沈黙のパレード（2022年）
- 月の満ち欠け（2022年）
- そして僕は途方に暮れる（2023年）
- こんにちは、母さん（2023年）
- アントニオ猪木をさがして（2023年）

### 舞台作品
- 地球ゴージャス
- TEAM NACS（2005年「COMPOSER〜響き続ける旋律の調べ」以降、CREATIVE OFFICE CUEと共同）

他

## グループ会社

### 連結子会社
現在
- A-Sketch
- タイシタレーベルミュージック - ビクターエンタテインメントとの共同出資により設立した、連結子会社[91]。
- TOKYO FANTASY
- インターグルーヴプロダクションズ
- 希船工房
- FRIENDS
- arounds
- ライブ・インデックス
- AMUSE QUEST
- ライブ・ビューイング・ジャパン[92]
- 極東電視台

過去
- アミューズソフトエンタテインメント

### 関連会社
現在
- MASH  A&R（A-Sketch関連会社）
- LINE TICKET
- GLOBAL EDUCATIONAL PARTNERS
- ジェイフィール
- 茅ヶ崎エフエム（2023年10月1日開局）[57][58][59]

過去
- 代官山プロダクション（2010年7月に完全消滅）
- エアーズ（2015年5月に清算結了）

### 出資会社
- Co-LaVo

### サポート会社
- 株式会社10969

## 社員
現在
- 大里洋吉 - 創業者・現会長
- 畠中達郎 - 現特別顧問、元社長
- 増田宗昭 - 社外取締役
- 安藤隆春 - 社外取締役
- 小林啓 - BABYMETALのプロデューサー
- 辰巳清 - アミューズミュージアム館長

過去
- 松崎澄夫 - 元社長・副会長
- 塩川和則 - 元執行役員AICA事業部長
- 寺内壮（現日本テレビ放送網社員） - マネージャーを担当
- 浜田尊弘（現MBSラジオ社長） - マネージャーを担当

## 不祥事

### 労働基準法違反
2019年4月、上限を超える時間外労働を従業員にさせた等として、労働基準監督署から是正勧告を受けていたことがわかった。2013年8月には労使協定（三六協定）を届け出ずに従業員に残業させたとして、2018年10月には月に一日も休むことなく働いていた従業員がいた等と認定され、それぞれ是正勧告を受けていた。